# 妙山寺
妙山寺（みょうさんじ）は、高知県安芸市にある浄土宗の寺院である。

## 歴史
もと安喜土居村（安芸市土居）にあったといい、天文8年（1539年）、妙山尼による創建との伝えもあるが、中世以前の沿革は判然としない。天正17年（1589年）の安喜庄検地帳には妙山寺の寺名がないが、東浜村の阿弥陀堂とあるのが当寺にあたると推定される。
廃仏毀釈により明治4年（1871年）頃、一時廃寺となるが、十数年後に旧檀家によって再興される。

## 文化財
重要文化財（国指定）
- 木造聖観音立像（大正7年4月8日指定） - 像高105cm、檜の寄木造、鎌倉時代作

市指定文化財
- 阿弥陀如来立像

## 伽藍
- 本堂 - 1932年再建

## 交通アクセス
- 土佐くろしお鉄道　安芸駅から南へ徒歩5分